# 11e cérémonie des Boston Society of Film Critics Awards
La 11e cérémonie des Boston Society of Film Critics Awards, décernés par la Boston Society of Film Critics, a eu lieu le 6 janvier 1991, et a récompensé les films réalisés en 1990.

## Palmarès

### Meilleur film
- Les Affranchis (Goodfellas)

### Meilleur réalisateur
- Martin Scorsese pour Les Affranchis (Goodfellas)

### Meilleur acteur
- Jeremy Irons pour le rôle de Claus von Bülow dans Le Mystère von Bülow (Reversal of Fortune)

### Meilleure actrice
- Anjelica Huston pour le rôle de Miss Ernst / Grande Sorcière dans Les Sorcières (The Witches)
- Anjelica Huston pour le rôle Lilly Dillon dans Les Arnaqueurs (The Grifters)

### Meilleur acteur dans un second rôle
- Joe Pesci pour le rôle de Tommy DeVito dans Les Affranchis (Goodfellas)

### Meilleure actrice dans un second rôle
- Jennifer Jason Leigh pour le rôle de Susie Waggoner dans Le Flic de Miami (Miami Blues)
- Jennifer Jason Leigh pour le rôle de Tralala dans Dernière Sortie pour Brooklyn (Last Exit to Brooklyn)

### Meilleur scénario
- Le Mystère von Bülow (Reversal of Fortune) – Nicholas Kazan

### Meilleure photographie
- Dick Tracy – Vittorio Storaro
- Un thé au Sahara (The Sheltering Sky) – Vittorio Storaro

### Meilleur film en langue étrangère
- Monsieur Hire •  France